# Малые Выселки (Липецкая область)
Малые Выселки — деревня в Становлянском районе Липецкой области России.
Входит в состав Успенского сельсовета.

## География
Расположена юго-восточнее деревни Большие Выселки и западнее села Чернолес. Восточнее Малых Выселок находится лес Барский.
Через деревню проходит автомобильная дорога; имеются две улицы: Полевая и Придорожная.

## Население
| 2010 |
| ---- |
| 41   |

Численность населения деревни в 2015 году составляла 30 человек.